# Final Fantasy VII
Final Fantasy VII (ファイナルファンタジーVII, Fainaru Fantajī Sebun) é um jogo eletrônico de RPG desenvolvido e publicado pela Square. É o sétimo título principal da série Final Fantasy e foi lançado originalmente para PlayStation em 1997 e depois também para Microsoft Windows no ano seguinte. A história segue Cloud Strife, um mercenário que junta-se a uma organização ecoterrorista a fim de impedir que a megacorporação Shinra use a essência vital do planeta como uma fonte de energia. Acontecimentos colocam Cloud e seus aliados atrás de Sephiroth, um "super-humano" que deseja destruir o planeta. A jogabilidade tem navegação e exploração de diversos ambientes e sistema de batalha baseado em turnos.
O desenvolvimento começou em 1994 para o Super Nintendo Entertainment System. A Square enfrentou atrasos e dificuldades técnicas por experimentações feitas em várias plataformas, por fim decidindo mover a produção para o PlayStation pelas vantagens do formato CD-ROM. O título tornou-se o primeiro jogo na série a empregar full motion video e gráficos tridimensionais, com a maioria das cenas usando modelos de personagens sobre fundos pré-renderizados. Os sistemas de jogabilidade permaneceram praticamente inalterados em relação a jogos anteriores, porém Final Fantasy VII foi o primeiro a utilizar uma ambientação com elementos de ficção científica e uma apresentação mais realista. A escala do desenvolvimento não tinha precedentes para a época e o orçamento final de produção e divulgação ultrapassou a marca de 80 milhões de dólares.
Uma enorme campanha de divulgação foi realizada para Final Fantasy VII. O jogo foi aclamado pela crítica ao ser lançado e foi um sucesso comercial, sendo amplamente considerado como um dos melhores jogos eletrônicos de todos os tempos. Ele é reconhecido por ter impulsionado as vendas do PlayStation e popularizado os RPGs japoneses mundialmente, com os elogios sendo direcionados para seus gráficos, jogabilidade, música e história, enquanto algumas críticas centraram-se em problemas da localização para o inglês. O título venceu vários prêmios de Jogo do Ano e outras premiações. Seu sucesso gerou mídias adicionais na forma da Compilation of Final Fantasy VII e uma trilogia de recriação em desenvolvimento.

## Jogabilidade
A jogabilidade de Final Fantasy VII é dividida principalmente de três grandes áreas: um mapa do mundo de jogo, mapas de campo e telas de batalha. O mapa do mundo é uma representação tridimensional em escala de todo o mundo ficcional do jogo, pelo qual o jogador pode viajar entre as diferentes localidades existentes. Assim como nos jogos Final Fantasy anteriores, a travessia pode ser feita a pé, montando chocobos (aves galiformes recorrentes da série), dirigindo um pequeno buggy, pilotando uma aeronave ou por mar através de um submarino ou barco.
Nos mapas de campo os personagens são direcionados por ambientes em uma escala realista em relação aos seus tamanhos, consistindo em fundos pré-renderizados bidimensionais que representam locais como cidades e florestas. O jogador inicialmente fica restrito apenas dentro da cidade de Midgar, porém todo o mundo torna-se disponível ao progredir pela história do jogo. A progressão pelo enredo central ocorre principalmente através de sequências roteirizadas, apesar de cutscenes cinemáticas pré-renderizadas também estarem presentes em diversos pontos da história.

### Combate

O sistema de combate "Active Time Battle", mostrando o jogador selecionando uma opção de ordem para o personagem Cloud Strife.

As batalhas em Final Fantasy VII podem ocorrer randomicamente ou iniciadas por algum evento específico, colocando o grupo do jogador contra um ou mais inimigos. Vencer uma batalha ao derrotar todos os oponentes gera como recompensa pontos de experiência, itens e gils (a moeda do jogo). Entretanto, se todos os membros do grupo forem abatidos ou deixados incapazes de continuar no combate, o jogo termina e o jogador deve recomeçar a partir de seu último salvamento. A tela de batalha é uma representação tridimensional da área, como o interior de um edifício ou o meio de uma floresta, em que o jogador comanda os personagens em combates contra inimigos controlados pela inteligência artificial. Apesar dos personagens aparecerem super deformados nos mapas de jogo, seus modelos são apresentados de maneira realista e em escala normal durante as batalhas. Final Fantasy VII foi o primeiro jogo da franquia a utilizar modelos de personagem renderizados totalmente com polígonos. O jogo utiliza o tradicional sistema de combate "Active Time Battle", introduzido pela primeira vez em Final Fantasy IV. Diferentemente de jogos anteriores, em que até cinco personagens participavam dos confrontos, em Final Fantasy VII esse número é limitado a três.
O sistema de habilidades de Final Fantasy VII é construído ao redor das Matérias: orbes mágicos compostos pela energia vital condensada do planeta, chamada de Mako. Elas são colocadas em espaços especiais de armas e armaduras, permitindo que os jogadores customizem as habilidades de seu grupo a fim de usar mágicas, convocações e habilidades especiais. A Matéria é dividida em cinco categorias: Verde Magia para feitiços defensivos e ofensivos, Amarelo Habilidade que concede novas perícias, Vermelho Convocação que permite que monstros entrem no combate, Roxo Suporte que confere aumentos temporários nas estatísticas do personagem e Azul Junção que melhora outras Matérias ao ser colocado em espaços conectores (por exemplo, ligar Matéria de Fogo com Matéria Geral permite que o jogador ataque todos os inimigos simultaneamente com um feitiço de fogo). Porém, a maioria das magias baseadas em Matérias também diminui os atributos físicos do personagem em questão. As Matérias e os personagens podem subir de nível com pontos de experiência, disponibilizando habilidades e funcionalidades mais fortes, com novas Matérias sendo criadas assim que chegarem no nível máximo. Os feitiços de convocação também são equipáveis assim como as Matérias, com ataques elaborados podendo ser realizados. Uma versão modificada dos "Desperation Attacks" de Final Fantasy VI aparece em Final Fantasy VII na forma dos "Limit Breaks": cada personagem possui uma barra que gradualmente se enche à medida que sofrem danos em batalha; quando ela se enche, o personagem pode lançar seu Limit Break, um ataque especial que inflige grandes danos nos oponentes ou que ajuda os outros membros do grupo.

## Sinopse

### Mundo
O mundo de jogo é semelhante ao daquele de Final Fantasy VI, em que é muito mais avançado tecnologicamente do que nos cinco primeiros jogos da série. De forma geral, a tecnologia e a sociedade são semelhantes ao meio social de uma ficção científica industrial ou pós-industrial. O mundo de Final Fantasy VII é chamado dentro de jogo de simplesmente "o Planeta", porém foi retroativamente nomeado Gaia e é formado por três massas continentais principais. O continente do leste é onde fica a cidade de Midgar, uma metrópole industrial que serve como capital e abriga a sede da Shinra Electric Power Company, uma poderosa empresa de energia que chega a operar como o verdadeiro governo do mundo.[carece de fontes?] Outros lugares no continente do leste incluem Junon, uma base militar da Shinra; Fort Kondor, uma fortificação que esconde um reator Mako; um rancho chocobo, onde diferentes tipos de animais podem ser criados; e Kalm, um vilarejo perto de Midgar.[carece de fontes?]
O continente do oeste possui o Gold Saucer, um grande parque de diversões com a Prisão Corel estando localizada bem abaixo; a Costa Del Sol, um resort à beira mar; Gongaga, um pequeno vilarejo que contém os restos de um reator Mako; Nibelheim, a cidade natal de Cloud e Tifa;[carece de fontes?] e o Cosmo Canyon. As tribos que vivem nesta última estão em harmonia com a natureza e se dedicam ao bem-estar de Gaia. Seu assentamento possui um observatório e serve como local de pesquisa para aqueles que desejam participar do "Estudo da Vida do Planeta", um estilo de vida que encoraja respeito pela natureza e ensina que o planeta possui uma energia própria.
Em uma ilha perto do continente do oeste fica o vilarejo de Wutai. O continente mais ao norte é coberto por glaciais e tem alguns assentamentos como Bone Village, um local de escavação para um suposto tesouro enterrado; Icicle Inn, um resort de esqui; a mítica Cidade dos Antigos, localizada no meio de um vale.[carece de fontes?]

### Personagens

Ilustração de Tetsuya Nomura dos nove personagens jogáveis. Esquerda para direita: Red XIII, Cait Sith, Barret Wallace, Aerith Gainsborough, Cloud Strife, Cid Highwind, Tifa Lockhart, Yuffie Kisaragi e Vincent Valentine.

Final Fantasy VII possui nove personagens principais jogáveis: Cloud Strife, o protagonista e um mercenário antissocial que afirma ser um ex-membro da 1ª Classe da unidade SOLDIER da Shinra; Barret Wallace, o líder do grupo ecoterrorista anti-Shinra chamado AVALANCHE; Tifa Lockhart, uma artista marcial membro da AVALANCHE e amiga de infância de Cloud; Aerith Gainsborough, uma vendedora de flores que está sendo perseguida por uma unidade de operações especiais da Shinra desde sua infância; Red XIII, uma criatura semelhante a um leão que foi alvo de experimentos por parte dos cientistas da Shinra; Cait Sith, um gato robótico adivinho que anda montado em um boneco moogle animado; Cid Highwind, um piloto e mecânico que sonhava em ser o primeiro homem no espaço; Yuffie Kisaragi, uma jovem ninja e ladra habilidosa; e Vincent Valentine, um ex-membro da unidade Turks da Shinra que passou por experimentações trinta anos antes do início do jogo. O principal antagonista da história é Sephiroth, um antigo membro da SOLDIER que reaparece vários anos depois de sua suposta morte.[carece de fontes?]

### Enredo
O mercenário Cloud Strife ajuda o grupo ecoterrorista AVALANCHE a atacar um reator Mako na cidade de Midgar, controlada pela companhia Shinra. Barret Wallace, o líder da equipe, acredita que a energia Mako consumida pelos reatores é a força vital do planeta. Tifa Lockhart, uma amiga de infância de Cloud, também faz parte do grupo. Apesar da missão ser bem-sucedida, a AVALANCHE é emboscada no reator seguinte. Cloud acaba jogado nas favelas e é encontrado por Aerith Gainsborough, uma vendedora de flores. A unidade de operações especiais Turks da Shinra chega para capturar Aerith, mas Cloud a defende. Enquanto isso a Shinra descobre a localização do esconderijo da AVALANCHE no Setor 7, destruindo-o ao derrubar o setor em cima da favela e matando sua população. Os Turks capturam Aerith, que revela-se ser a última dos Cetra, uma antiga tribo muito conectada ao planeta. O Presidente da Shinra e o Professor Hojo acreditam que ela é a chave para encontrar a chamada Terra Prometida, um lugar mítico de fertilidade que eles veem como uma fonte abundante de Mako. Barret, Cloud e Tifa se infiltram na Shinra para resgatar Aerith, no processo encontrando espécimes simplesmente marcados como "Jenova". O grupo consegue alcançar Aerith com a ajuda de Red XIII, porém acabam capturados durante a fuga e aprisionados dentro do edifício. Na manhã seguinte eles encontram suas celas abertas, os espécimes Jenova desaparecidos e a maioria do pessoal da Shinra mortos: o responsável parece ser Sephiroth, um lendário líder da SOLDIER que supostamente morreu décadas antes.
O grupo foge de Midgar e recebem a companhia de Cait Sith, Yuffie Kisaragi, Vincent Valentine e Cid Highwind. Eles descobrem que Sephiroth planeja danificar o planeta e forçar a aparição da Corrente da Vida, feita de Mako puro, lançando a lendária "Matéria Negra" e usando o feitiço "Meteoro" a fim de causar um ferimento enorme, assim permitindo sua fusão com a energia e seu renascimento como um deus. O grupo consegue derrotar Sephiroth e adquirir a Matéria Negra. Aerith parte para derrotá-lo sozinha enquanto os outros se recuperam do confronto. A equipe a persegue até uma cidade Cetra, porém Sephiroth mata Aerith enquanto ela rezava. Cloud e os outros seguem para a Cratera do Norte, descobrindo na viagem que Jenova era uma criatura interestelar que caiu no planeta séculos antes que foi derrotada e enterrada pelos Cetra. Os restos de Jenova foram encontrados pelo Professor Gast, um pesquisador da Shinra. Ele erroneamente achou que a criatura era um Cetra, tentando cloná-lo com a ajuda de Hojo. Gast abandonou o projeto mas Hojo conseguiu usar o filho não nascido de uma assistente: Sephiroth. Este acabou encontrando os espécimes do experimento de Hojo em Nibelheim, descobrindo também sobre sua própria origem. Ele ficou insano por achar que si mesmo e Jenova eram Cetras e destruiu a cidade em um ato de vingança contra os humanos normais. Cloud e Tifa o confrontaram durante o massacre, com Sephiroth desaparecendo em seguida e sendo presumido como morto.
O grupo encontra Sephiroth na Cratera do Norte e descobrem que ele é apenas um de vários clones Jenova criados por Hojo. Ele tem matado e absorvido os outros clones a fim de criar uma "reunião" das células da criatura. Cloud é manipulado pela força de Jenova a entregar a Matéria Negra para uma quimera de Sephiroth. O ato mostra que Cloud também é um clone, evidência que Sephiroth usa para exibir memórias do massacre de Nibelheim em que um outro membro da SOLDIER aparece em seu lugar. Sephiroth lança Meteoro e convoca os gigantes protetores do planeta, mas fazendo com que eles o ignorem como a principal ameaça. O terremoto que se segue separa Cloud do resto da equipe e ele cai na Corrente da Vida. O resto do grupo e os Turks que os seguiram escapam de dirigível, com todos da AVALANCHE sendo presos. Os gigantes protetores se voltam contra a humanidade enquanto Meteoro se aproxima do planeta. A Shinra volta seus esforços para salvar as pessoas e tenta destruir Meteoro diretamente, algo que custa a vida da maioria do pessoal da companhia. Tifa, Barret e os outros são sentenciados à morte, porém conseguem escapar. Eles encontram Cloud catatônico em um hospital de uma ilha, com Tifa decidindo ficar e ajudá-lo. Os gigantes atacam e destroem a ilha, jogando Cloud e Tifa de volta para a Corrente da Vida. Lá, ela o ajuda a reconstruir suas memórias e descobrir a verdade sobre o passado.
Descobre-se que Cloud nunca entrou para a SOLDIER e que a pessoa nas visões de Sephiroth era na verdade Zack Fair, amigo de Cloud e o primeiro amor de Aerith. Os dois amigos estavam presentes no massacre de Nibelheim, com Cloud tendo conseguido ferir Sephiroth gravemente, que sobreviveu graças às células de Jenova. Zack e Cloud foram presos e usados por Hojo a fim de aprimorar seus experimentos. Os dois tentaram fugir, porém Zack acabou morto por soldados da Shinra. Cloud se recuperou, ficou com a espada do amigo e foi para Midgar; suas aspirações em se tornar um SOLDIER e a história de Zack se combinaram na sua cabeça através dos experimentos Jenova, criando uma falsa personalidade. Cloud e Tifa saem da Corrente da Vida e se reúnem com o resto do grupo, descobrindo que Aerith estava tentando em seus últimos momentos usar o feitiço "Sagrado" a fim de parar Meteoro. No final ela conseguiu conjurar o feitiço, porém Sephiroth estava desde então impedindo seu lançamento. A equipe primeiro decide cuidar dos ataques dos gigantes, ao mesmo tempo confrontando Hojo, que revela ser o pai biológico de Sephiroth e que estava desde então alimentando seu filho com energia Mako. O grupo então parte para um ataque final contra Sephiroth, que acaba derrotado por Cloud após uma série de lutas. A equipe escapa da cratera de onde o Sagrado é lançado, porém o Meteoro já está perto demais para ser impedido sozinho. A Corrente da Vida acaba erguendo-se do planeta e ajuda o Sagrado a destruir o Meteoro. Quinhentos anos depois, Red XIII junto com dois filhotes olha para as ruínas de Midgar coberta por vegetação, mostrando que o planeta se recuperou.

## Desenvolvimento

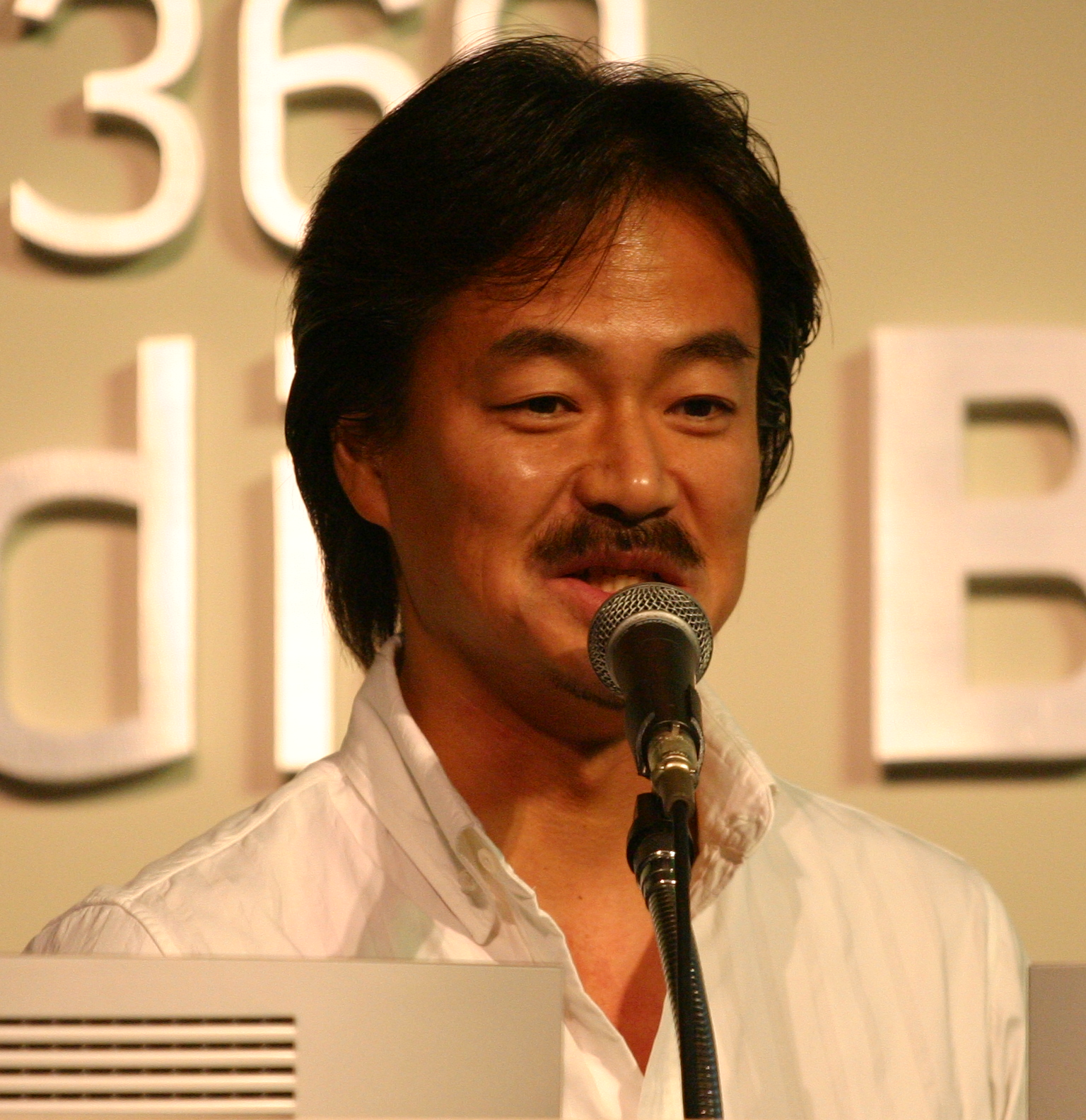
Hironobu Sakaguchi, produtor de Final Fantasy VII.

Os planejamentos iniciais de Final Fantasy VII começaram em 1994, logo depois do lançamento de Final Fantasy VI. Na época, a intenção era fazer um jogo com gráficos bidimensionais para o Super Nintendo Entertainment System. Hironobu Sakaguchi, criador da série Final Fantasy, originalmente planejou uma história para o jogo, porém esse primeiro roteiro era completamente diferente do produto final. Tetsuya Nomura, desenhista de personagens, disse que Sakaguchi "queria fazer algo parecido com uma história de detetive". A primeira parte envolvia um personagem "temperamental" chamado de Detetive Joe perseguindo os personagens principais após estes terem explodido a cidade de Midgar, com conceitos como a Corrente da Vida já estando presentes nessa primeira versão. A história mudou com a chegada de Nomura e dos roteiristas Yoshinori Kitase e Kazushige Nojima, com estes dois últimos introduzindo a Shinra e a AVALANCHE, além da história de Cloud Strife e sua relação com Sephiroth. Masato Kato foi mais tarde também trazido para o projeto e contribuiu escrevendo três cenas para o jogo.
Entretanto, vários membros da equipe também estavam trabalhando paralelamente em Chrono Trigger, com o desenvolvimento de Final Fantasy VII precisando ser interrompido quando esse projeto tornou-se grande o bastante para precisar da ajuda de Kitase e outros projetistas. Por causa disso, algumas ideias originalmente pensadas para Final Fantasy VII acabaram usadas no próprio Chrono Trigger. Outras ideias, como uma personagem feiticeira chamada Edea, não foram usadas até projetos posteriores como Final Fantasy VIII.
O desenvolvimento recomeçou no final de 1995, necessitando dos esforços de aproximadamente 120 artistas e programadores. A equipe trabalhou tanto nos escritórios da SquareSoft no Japão quanto no novo escritório em Los Angeles, Estados Unidos, com este segundo grupo ficando encarregado principalmente dos cenários das cidades. Final Fantasy VII foi o jogo eletrônico mais caro da história até então, com seu orçamento de desenvolvimento estando por volta de 45 milhões de dólares em valores da época. Kitase estava preocupado que a franquia poderia ficar para trás caso não fizesse a transição para os gráficos tridimensionais que outros jogos estavam começando a usar, assim os desenvolvedores decidiram criar uma pequena demo experimental produzido com as estações de trabalho SGI Onyx. O vídeo, chamado de Final Fantasy SGI, mostrava personagens de Final Fantasy VI lutando em tempo real contra um golem, todos modelados tridimensionalmente.
A demo causou boa impressão na equipe e foi decidido usar a tecnologia tridimensional para Final Fantasy VII, com várias das mecânicas de projeto sendo integradas ao jogo. Devido a grande quantidade de dados e memória necessária, apenas o formato CD-ROM possuía a capacidade de receber o projeto. Entretanto, a Nintendo, para qual a SquareSoft havia desenvolvido todos os Final Fantasy anteriores, havia decidido continuar a usar cartuchos para o novo console Nintendo 64. Isso acabou criando uma disputa entre as duas empresas que acabou resultando na SquareSoft encerrando sua relação com a Nintendo. Foi depois anunciado em 12 de janeiro de 1996 que Final Fantasy VII seria lançado exclusivamente para o PlayStation da Sony. Executivos da Square também explicaram que nem mesmo o Nintendo 64DD possuía capacidade de armazenamento suficiente, já que mais de trinta discos seriam necessários para guardar todos os dados do jogo.

### Desenho

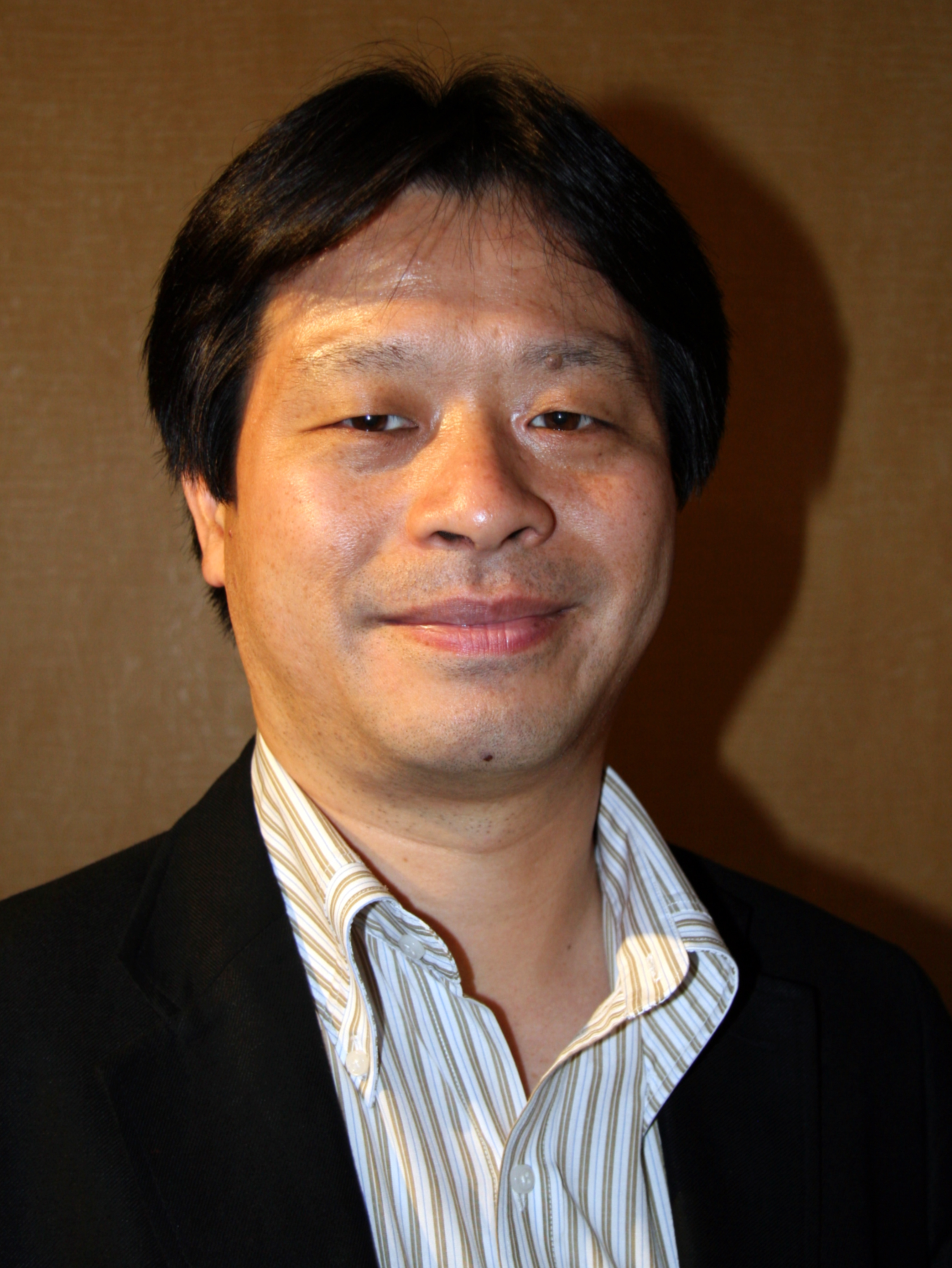
Yoshinori Kitase, diretor e roteirista de Final Fantasy VII.

A transição para ambientes tridimensionais mostrou-se um desafio para a equipe, com personagens renderizados em tempo real precisando ser integrados em ambientes pré-renderizados. Para auxiliar nessa tarefa os desenvolvedores empregaram os softwares PowerAnimator e Softimage, os melhores do gênero disponíveis na época. A equipe alternadamente adotou cenários tridimensionais pré-renderizados e ambientes desenhados à mão pelos artistas do jogo, tudo com o objetivo de alcançar um produto final mais realista e detalhado do que os jogos anteriores da série; este processo de criação foi descrito posteriormente por Kitase como "uma tarefa muito difícil".
Pela primeira vez desde o Final Fantasy original, Sakaguchi deu prioridade aos sistemas de jogabilidade sobre a história devido a inexperiência da equipe com os gráficos tridimensionais. Segundo Kitase, "a partir do momento que foi tomada a decisão de usar o CD, [Sakaguchi] estabeleceu um procedimento para a equipe: 'se o jogador ficar ciente do tempo que está jogando, teremos fracassado'". Dessa forma os desenvolvedores concentraram-se em criar um mundo de jogo envolvente: além da quase onipresença da música, vários eventos foram programados para atrair a atenção dos jogadores e distraí-los enquanto outros dados estavam sendo carregados. A grande capacidade de armazenamento do CD-ROM permitiu a inclusão de mais de quarenta minutos de full motion video, criando uma dificuldade a mais de garantir que a inferioridade clara da qualidade dos gráficos de jogo não fosse tão óbvia quando comparados às animações.
Yoshitaka Amano, o desenhista de personagens desde o primeiro título da franquia, saiu de sua posição habitual porque o estilo de suas ilustrações não foi considerado muito compatível e adaptável com o novo formato tridimensional do jogo. Nomura acabou assumindo a posição de desenhista de personagens chefes, com Amano ficando responsável por projetar o mapa do mundo e desenhar o logotipo. O primeiro personagem que Nomura criou foi Cloud, com a aparência dele mudando no decorrer da produção: no desenho original ele tinha um cabelo negro, liso e penteado para trás que tinha a intenção de servir como contraste aos cabelos longos e prateados de Sephiroth. Porém, ele temeu que o personagem não era muito heroico e assim mudou a aparência para a versão final em que o cabelo é loiro e pontudo. Em seguida Nomura cuidou de Barret Wallace e Aerith Gainsborough.
Kitase e Sakaguchi acharam que o elenco ainda era muito pequeno, então Nomura adicionou vários outros personagens. Tifa Lockhart tinha a intenção de ser um contraponto claro à Aerith, com Nomura passando muito tempo trabalhando nas cores de sua roupa e no comprimento de sua saia. Vincent Valentine mudou de pesquisador para detetive e depois químico até chegar na figura de um ex-Turk com um passado trágico. Red XIII foi criado com tatuagens no estilo nativo-americano e depois ganhou uma cauda em chamas para maior personalidade. Cid Highwind manteve a tradição da série de sempre ter um personagem com o nome Cid, enquanto Yuffie Kisaragi e Cait Sith foram criados para adicionar um "fator fofo". Nomura também redesenhou os chocobos e assumiu as animações das convocações e Limit Breaks.

### Narrativa
O diretor de arte Yusuke Naora descreveu a atmosfera do jogo como "sombria e estranha", que foi alcançada graças aos novos efeitos gráficos que possibilitavam "evocar uma luz saindo das trevas". Segundo os desenvolvedores, a história de Final Fantasy VII tinha a intenção de ser mais realista e era inspirada em diversas lendas e conceitos religiosos e filosóficos, "[utilizada] como uma estrutura para aspirações éticas nobres e preocupações ecológicas". Esses conceitos também foram levados em conta na criação de nomes de personagens e lugares, como por exemplo Sephiroth e Midgar. Em especial foi a personificação do planeta como Gaia, em referência direta à hipótese de Gaia, através da Corrente da Vida (consciência) e Mako (energia). Nomes e conceitos também fazem várias referências ao cristianismo, mitologia nórdica e xintoísmo.
Desde os estágios iniciais de produção o roteiro previa a morte de um dos personagens principais. Para Nomura não poderia ser Cloud por causa de seu papel como protagonista, assim como Barret que poderia parecer muito clichê para a série Final Fantasy e para a ficção em geral. Ele também expressou suas críticas quanto a frequente apresentação da morte de um personagem apenas para que os roteiristas posteriormente voltassem atrás e o trouxessem de volta, que se enquadrava em uma visão romântica do sacrifício e ressurreição. Foi decidido que seria Aerith a personagem a morrer e que sua morte seria irrevogável, assumindo que os jogadores não esperariam tal virada e ficariam surpresos pela forma cruel e irreversível do acontecimento, algo que daria continuidade à atmosfera séria do jogo. Isso também permitiu que os desenvolvedores dessem mais espaço para Tifa como a principal heroína feminina.
Os membros da equipe tinham o desejo de deixar em aberto alguns aspectos da história a fim que os jogadores tirassem suas próprias interpretações sobre seu significado. Nojima também afirmou que desejava que os jogadores se sentissem encorajados a especular sobre os pensamentos pessoais de Cloud durante certos momentos da história, ao invés de fornecer indicações claras. Por exemplo, o epílogo, em que Red XIII olha para as ruínas de Midgar cobertas pela vegetação, tinha intenção de deixar ambíguo o destino da humanidade já que não há vestígios de atividade ou presença humana. Anos depois do lançamento do jogo, Kitase comentou que a última cena poderia significar que a humanidade foi extinta, porém Nomura afirma que o epílogo simboliza que o homem encontrou um modo de viver em harmonia com a natureza.

### Música

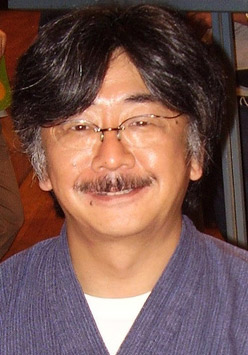
Nobuo Uematsu, compositor da música de Final Fantasy VII.

A trilha sonora de Final Fantasy VII foi composta por Nobuo Uematsu, que também havia cuidado da música de todos os jogos anteriores da série. Uematsu compôs a trilha inteira em menos de um ano, ao contrário de Final Fantasy VI que demorou praticamente dois anos para ser finalizada. Apesar da transição para o CD-ROM ter permitido a criação de músicas com maior qualidade, o compositor decidiu usar sons gerados através de MIDI. Essa escolha foi creditada como tendo dado "um sentimento e humor bem distinto" à trilha, formando assim uma forte associação dos ouvintes entre a música e o jogo. Uematsu posteriormente afirmou que a transição para a "era PlayStation" causou "definitivamente a maior mudança" na música dos jogos eletrônicos, já que os compositores podiam usar sons criados em estúdio ao invés de sintetizadores. A primeira peça composta foi o tema de abertura; Kitase havia mostrado a Uematsu a cena inicial e pediu para que este começasse a partir desse ponto. A faixa foi bem recebida dentro da Square, algo que fez o compositor sentir que "este seria um projeto muito bom". Uematsu mais tarde comentou que a trilha sonora de Final Fantasy VII foi sua "melhor colheita" até aquele momento.
Final Fantasy VII foi o primeiro jogo da franquia a ter uma faixa com vocais digitalizados, "One-Winged Angel" (片翼の天使, Katayoku no Tenshi). Muitos críticos e fãs já afirmaram que esta é a "contribuição mais reconhecível" de Uematsu para a série Final Fantasy, apesar do compositor nunca ter esperado que ela ganhasse tanta popularidade. A peça já foi descrita como "uma fanfarra para desgraça iminente" e que ela não "segue nenhuma regra normal do gênero", sendo "possivelmente a ideia mais inovadora da história musical da série". A letra de "One-Winged Angel", um coral em latim que toca durante a última batalha do jogo, foi tirada do mesmo poema medieval que Carl Orff se baseou para criar Carmina Burana, especialmente "Estuans Interius", "O Fortuna", "Veni, Veni, Venias" e "Ave Formosissima". Uematsu afirmou que o começo da faixa é baseado na canção "Purple Haze" de Jimi Hendrix e que a peça gira ao redor da imagem de Sephiroth, com o compositor dizendo que considera a música uma "peça de rock" apesar do coral e da orquestra. Ele também afirmou que "One-Winged Angel" é sua música favorita da trilha e seu tema de batalha favorito de todos os jogos Final Fantasy em que trabalhou. Havia planos para utilizar uma "vocalista famosa" para uma canção tema colocada no final do jogo, porém a ideia foi abandonada por questões de tempo e temores sobre a coesão temática. O compositor disse que a trilha tinha um sentimento "realista", o que o impediu de usar "músicas exorbitantes e malucas".
A trilha sonora cobre uma variedade de gêneros musicais, incluindo rock, techno, orquestral e coral, apesar da trilha como um todo ser principalmente orquestral. Muitas das faixas tinham a intenção de servir como músicas de fundo, porém várias delas também carregam grandes pesos emocionais como "Aerith's Theme" (エアリスのテーマ, Earisu no Tēma), que toca durante a cena de sua morte e é considerada como uma das peças mais memoráveis da trilha. Outro tema notável é "Main Theme of Final Fantasy VII" (F.F.VIIメインテーマ, F. F. VII Mein Tēma), cuja melodia é reutilizada em várias faixas da trilha.

## Lançamento
Devido à dimensão do projeto e ao grande número de novas técnicas empregadas, além de ter sido apenas o segundo jogo da Square produzido para o PlayStation, Final Fantasy VII foi originalmente agendado para ser lançado no Japão em dezembro de 1996. Entretanto, a data foi adiada para 31 de janeiro do ano seguinte, depois do período de férias da companhia, que geralmente era muito benéfico na indústria de jogos eletrônicos. Um disco de demonstração chamado Square's Preview foi lançado no início de agosto de 1996 como um bônus do jogo Tobal No. 1. O disco continha a primeira demo jogável de Final Fantasy VII e prévias de outros jogos como Bushido Blade e SaGa Frontier. A demo permitia que os jogadores jogassem pelo início da seção de Midgar, porém com diferenças notáveis, como por exemplo Aerith estar presente no grupo desde o início e a impossibilidade de usar as Convocações, que nessa altura ainda não haviam sido implementadas.
A Sony Computer Entertainment cuidou do lançamento tanto na América do Norte quanto na Europa, sendo também a primeira vez que um jogo Final Fantasy foi lançado neste último território. O lançamento na América do Norte foi precedido por uma enorme campanha de divulgação que durou três meses, consistindo em três comerciais de televisão de trinta segundos de duração transmitidos nas principais emissoras, um trailer teatral de um minuto, uma promoção especial junto com a Pepsi e anúncios publicados em grandes revistas como a Rolling Stone, Details, Spin e Playboy, também em quadrinhos da Marvel Comics e DC Comics. Várias adições de jogabilidade e história foram feitas para a versão norte-americana, como por exemplo uma troca mais fácil de Matéria, setas que indicavam saídas nas telas de campo e uma cutscene extra, o que fez com que o jogo fosse depois relançado no Japão com o nome de Final Fantasy VII International.
Uma conversão para Microsoft Windows foi lançada em 1998, publicada pela Eidos Interactive. Essa versão possuía gráficos melhorados e correções na tradução, escrita e problemas de jogabilidade. Entretanto, a qualidade do áudio foi diminuída por causa do uso do formato MIDI e havia erros em alguns dos full motion videos quando rodados em certos chipsets gráficos. Esses erros ocorreram principalmente devido a problemas inerentes à arquitetura dos PCs, e pelo fato de Final Fantasy VII originalmente não ter sido pensado para rodar em outras plataformas além do PlayStation. Além disso, a equipe encarregada da conversão era completamente diferente daquela que havia desenvolvido o jogo, com muitos dos recursos não estando disponíveis.
Além do lançamento original para PlayStation e Microsoft Windows, Final Fantasy VII foi disponibilizado na PlayStation Network (PSN) em 2009. A versão lançada no Japão era a International. O lançamento foi baixado mais de cem mil vezes apenas durante as duas primeiras semanas, tornando-se o jogo mais rapidamente vendido do PlayStation dentro da PlayStation Network. Uma versão melhorada para a alta definição, junto com troféus integrados, foi lançada em 5 de dezembro de 2015 para o PlayStation 4. Ela é baseada na versão melhorada de Microsoft Windows originalmente lançada em 2013 na Steam.

## Recepção

### Vendas
Final Fantasy VII quebrou vários recordes de vendas. Ele já havia vendido 2,3 milhões de unidades apenas três dias após seu lançamento japonês. Tamanha popularidade fez com que muitos revendedores norte-americanos disponibilizassem o jogo antes de seu lançamento agendado em 7 de setembro a fim de suprir a grande demanda. Sua estreia nos Estados Unidos aconteceu com 330 mil cópias vendidas, com esse número chegando a quinhentas mil unidades em menos de três semanas. Os grandes números estabelecidos em sua primeira semana continuaram pelos meses seguintes, com a Sony anunciando em dezembro de 1997 que o título já havia vendido um milhão de cópias na América do Norte. Esses números fizeram com que o analista de negócios Edward Williams da firma Monness, Crespi, Hardt & Co. comentasse que "A Sony redefiniu a categoria do jogo de RPG e expandiu o público convencional com o lançamento de Final Fantasy VII".
O jogo já havia vendido 9,8 milhões de cópias mundialmente até 25 de dezembro de 2005, tornando-se o título Final Fantasy mais vendido da história. Apenas o relançamento japonês da versão internacional vendeu 158 mil cópias até o final de 2006. Final Fantasy VII foi creditado como "o jogo que vendeu o PlayStation", além de ter sido o RPG que abriu o mercado de jogos desse gênero fora do Japão. Até maio de 2010, mais de dez milhões de unidades já haviam sido vendidas. A versão para Microsoft Windows vendida através da Steam vendeu até 2015 pouco menos de um milhão de cópias, com o número total de vendas já alcançado onze milhões.

### Crítica
Final Fantasy VII foi aclamado pela crítica especializada ao ser lançado. A revista GameFan o chamou de "muito possivelmente, o melhor jogo já feito". Greg Kasavin da GameSpot comentou que "nunca antes a tecnologia, jogabilidade e narrativa combinaram tão bem quanto em Final Fantasy VII", expressando elogios especiais para os gráficos, áudio e história. Jay Boor da IGN afirmou que os gráficos estavam "anos-luz além de qualquer coisa vista no PlayStation", também considerando seu sistema de batalha como o ponto mais forte do jogo. A revista Computer and Video Games elogiou a história, dizendo que "muitos personagens que vem e vão pela história são bem desenvolvidos, e os jogadores sentem os altos e baixos dos protagonistas como se estivessem em um filme", complementando que "a estrutura da história é tal que, bem quando você pensa que já viu de tudo, algo ainda mais incrível aparece e te derruba totalmente". A revista Edge salientou que "há muito 'filme interativo' tem sido um termo sujo para qualquer um que valoriza um jogo eletrônico, porém FFVII é bem sucedido ao se aproximar mais disso do que qualquer outro título", em que a "história melodramática e altamente complexa é excelentemente orquestrada por uma música chip", combinando "para fazer os jogadores sentirem verdadeira empatia com os personagens", uma "tarefa geralmente evitada por aventuras gráficas ocidentais orientadas para a ação/comédia". A RPGamer elogiou a trilha sonora, tanto em variedade como em volume, dizendo que "Uematsu fez seu trabalho excepcionalmente bem [...] sendo talvez seu melhor". O painel de quatro avaliadores da Electronic Gaming Monthly deram duas notas de 9,5 e duas de 10, fazendo para um total de 38/40.
A conversão para PC também foi elogiada, porém criticada pela qualidade baixa do áudio e dos cenários pré-renderizados, por problemas de contagem de quadros e de instalação. Steve Bauman da revista Computer Games Magazine afirmou que "[nenhum] outro jogo recentemente" teve tal "tendência a falhar em funcionar em qualquer capacidade em vários [computadores]". Thierry Nguyen da Computer Gaming World reclamou que a "música, apesar de lindamente composta, é esquartejada por ser dependente da sua placa de som", enquanto a Next Generation achou que os fundos pré-renderizados eram significantemente menos impressionantes do que aqueles na versão para PlayStation. Porém, esta última achou que as batalhas em maior resolução eram "absolutamente incríveis", com Bauman escrevendo que elas "[mostram] o poder de [um] PC equipado com uma placa 3D". As três publicações concluíram suas resenhas elogiando o jogo apesar de suas falhas. Michael Wolf da PC Gamer resumiu que, apesar da "Square aparentemente ter feito apenas o que era necessário para levar este jogo do PlayStation a funcionar no Windows", Final Fantasy VII "mesmo assim é uma vitória no PC".
Apesar de todos os elogios, Final Fantasy VII também recebeu críticas negativas. O anúncio original de que o jogo seria produzido para a Sony ao invés da Nintendo inicialmente causou descontentamento entre alguns jogadores. A Official U.S. PlayStation Magazine (OPM) e a GameSpot questionaram a progressão linear do título. A OPM também considerou que a tradução para o inglês foi "um pouco lamacenta" e que as animações das convocações eram repetitivas. A RPGamer comentou que a tradução estava "cheia de erros de digitação e outros que obscureciam ainda mais um enredo que já é bem confuso". Peter Olafson da GamePro considerou a tradução para o inglês como uma das maiores fraquezas do título, enquanto Boor considerou que a limitação de apenas três personagens jogáveis por vez era "o único ponto fraco do jogo".

### Prêmios
Final Fantasy VII venceu vários prêmios de "Melhores do Ano" em 1997. Ele venceu o primeiro prêmio da Academy of Interactive Arts & Sciences nas categorias de "Jogo de Aventura para Console" e "RPG de Console", sendo também indicado nas categorias de "Título Interativo", "Realização em Arte/Gráficos" e "Realização em Projeto Interativo". No Origins Award, ele venceu em "Melhor RPG de Computador de 1997". Pelos prêmios da Electronic Gaming Monthly, Final Fantasy VII venceu em "Jogo do Ano em Todas as Plataformas", "Jogo PlayStation do Ano" e "RPG do Ano".
Desde 1997, Final Fantasy VII já foi escolhido por diversas publicações como um dos melhores jogos eletrônicos da história. Em 2001 ele ficou na 91ª posição na lista da Electronic Gaming Monthly dos 100 melhores jogos, enquanto alcançou a quarta posição na lista da Retro Gamer em 2004. Em 2005 ele apareceu tanto na lista da IGN quanto da PALGN, respectivamente na 88ª e terceira posições. No ano seguinte, Final Fantasy VII foi incluído nas listas da GameSpot e na da Empire, ficando na segunda posição desta última entre os cem maiores jogos. A GameSpot em 2007 o colocou na segunda posição dos jogos mais influentes de todos os tempos, enquanto ele ficou na 14ª posição tanto na lista de mais importantes quanto na de mais inovadores compilada pela GamePro.
O título também já apareceu em outras listas. Ele foi premiado em 2007 pela revista Dengeki PlayStation como o jogo de "Melhor História", "Melhor RPG" e "Melhor Jogo Geral" do PlayStation original. A GamePro o nomeou em 2008 como o melhor RPG de todos os tempos. Ele ficou na sexta posição em 2012 na lista da GamesRadar dos jogos mais tristes. Por outro lado, a GameSpy colocou Final Fantasy VII em 2003 na sétima posição dos jogos mais supervalorizados, enquanto Jim Sterling da Destructoid escreveu um artigo em 2011 defendendo o ponto do "por que Final Fantasy VII não é supervalorizado".

## Legado

### Compilação
A Compilation of Final Fantasy VII é o título formal de uma série de jogos, filmes e contos baseados ao redor do mundo de Final Fantasy VII. Ela consiste em diversos títulos em várias plataformas, todos sendo extensões da história original. O primeiro lançamento de Compilation foi o jogo para celulares Before Crisis: Final Fantasy VII, que se foca nas atividades dos Turks seis anos antes do jogo original, incluindo seu primeiro encontro com a AVALANCHE. O segundo lançamento foi o filme de animação em computação gráfica Final Fantasy VII: Advent Children, que se passa dois anos depois do jogo, tendo também sido o primeiro título anunciado da série. As edições especiais em DVD vinham com o OVA Last Order: Final Fantasy VII, que recontava a destruição de Nibelheim. Dirge of Cerberus: Final Fantasy VII foi um jogo de tiro em terceira pessoa que se passa três anos depois dos eventos de Final Fantasy VII e se focam em Vincent Valentine, entrando em detalhes sobre sua história. O último lançamento da Compilation foi a prequela Crisis Core: Final Fantasy VII, que gira em torno do passado de Zack Fair. Também incluídos na série está On the Way to a Smile, uma coleção de sete contos escritos por Kazushige Nojima que se passam entre o final do jogo original e o início de Advent Children.

### Remake
Desde o anúncio do desenvolvimento da Compilation of Final Fantasy VII, surgiram vários rumores e especulações sobre uma recriação do Final Fantasy VII original. Entretanto, membros da Square Enix sempre afirmaram que nenhuma recriação estava sendo desenvolvida. Apesar das demandas e rumores contínuos, a equipe principal e os executivos da empresa deram várias explicações do porquê de o jogo não estar em desenvolvimento: elas incluíam querer produzir um título contemporâneo para alcançar as vendas e popularidade de VII, o desejo de se concentrar em jogos novos, a necessidade de deletar partes do original para que o projeto pudesse ser gerenciável, a dificuldade do desenvolvimento em consoles como o PlayStation 3 e o tempo de desenvolvimento necessário ser muito longo.
Final Fantasy VII Remake foi finalmente revelado durante a conferência de imprensa da Sony na Electronic Entertainment Expo de 2015, com Nomura assumindo a posição de diretor e desenhista de personagens, Kitase passando para o posto de produtor e Nojima retornando como roteirista, com o jogo inicialmente estando destinado para plataforma PlayStation 4. A produção havia começado pouco antes de dezembro de 2014, com a Square Enix anunciando que a decisão fora tomada para impulsionar as vendas do console no Japão e porque membros importantes da equipe original estariam envolvidos. Nomura afirmou que o jogo não seria uma "simples recriação" e que Nojima estava trabalhando em novos conteúdos para a história.